# Lago Lomond
El lago Lomond (en escocés "loch Lomond"; en gaélico escocés "loch Laomainn") es un lago (o loch en gaélico) de origen glaciar situado en el oeste de Escocia, al sur de las Tierras Altas. Forma parte simultáneamente de las regiones de Stirling, de Argyll y Bute y de West Dunbartonshire, situándose en definitiva a 23 km al norte de la ciudad de Glasgow.

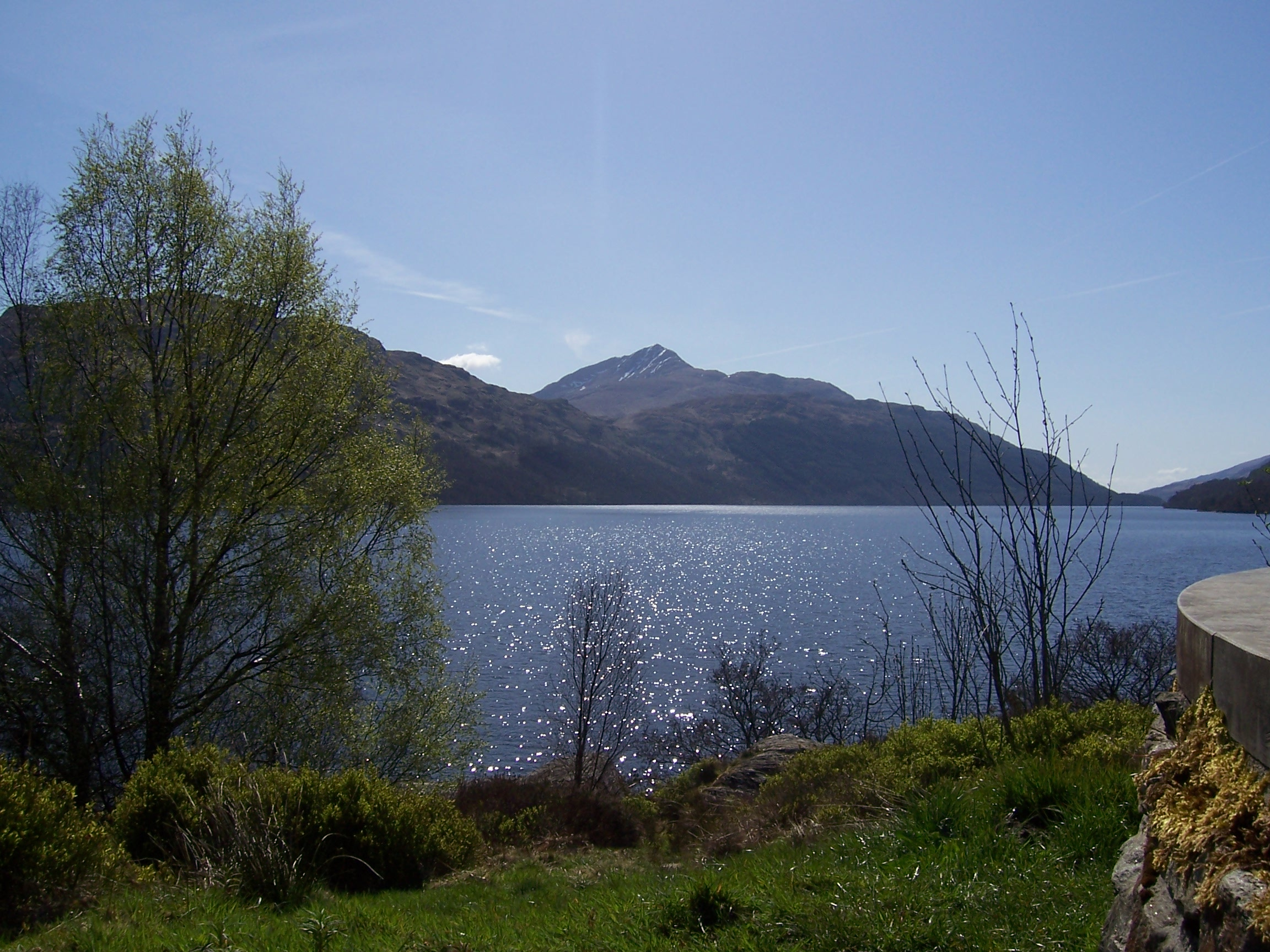
Vista hacia el lago Lomond y el Ben Lomond desde la orilla noroeste.

Sus dimensiones son aproximadamente de 37 km de longitud para 8 km de anchura. Su profundidad media es de 37 metros, con una profundidad máxima de 190 metros. Posee una superficie de 71 km², con un volumen de 2,6 km³. Por su superficie, se trata del mayor de los lagos de la isla de Gran Bretaña, y del segundo, tras el lago Ness, por su volumen. No obstante, no se trata del mayor lago existente en las islas británicas, ya que le supera el lago Neagh en Irlanda del Norte.
El lago Lomond forma parte desde julio de 2002 del parque nacional Lago Lomond y los Trossachs.
En la orilla este del lago descuella la figura del Ben Lomond, con 974 metros de altura, que es la cima más meridional del macizo de los Munros.
Numerosas islas se encuentran dispersas por el lago, poseyendo alguna de las mismas ruinas de interés. Una de ellas, la isla de Inchmurrin, es la mayor isla lacustre de las islas británicas. Al igual que sucede con el lago Tay, varios de los islotes del lago parecen haber sido crannoges, es decir, islas artificiales construidas para ser habitadas durante la Prehistoria.
Hoy en día, el lago es ampliamente conocido por el club de golf del lago Lomond, que acoge competiciones de nivel internacional.

## En la ficción
Loch Lomond es el nombre del whisky favorito del Capitán Haddock, personaje del cómic Tintín.